# Чернетчинская сельская община (Сумская область)
Чернетчинская сельская общи́на (укр. Чернеччинська сільська громада) — территориальная община в Ахтырском районе Сумской области Украины.
Административный центр — село Чернетчина.
Население составляет 9 806 человек. Площадь — 586,8 км².

## Населённые пункты
В состав общины входит 32 села: Бакировка, Борзовщина, Бугроватое, Буймеровка, Вербовое, Весёлый Гай, Высокое, Восьмое Березня, Гай-Мошенка, Доброславовка, Журавное, Залесное, Кардашовка, Корабельское, Кудрявое, Литовка, Лутище, Манчичи, Мирное, Михайленково, Мошенка, Перемога, Пылевка, Подлозиевка, Пологи, Попелевщина, Рыботень, Солнечное, Украинка, Хухра, Чернетчина и Ясеновое.